# Magia
Magia (с исп. — «Магия») — первый неофициальный студийный альбом колумбийской певицы Шакиры, выпущенный в 24 июня 1991 года на лейбле Sony Music Colombia.
Альбом представляет собой сборник танцевальных песен и баллад, написанных Шакирой с 8 лет, вдохновлённых опытом прогулок с мужчинами, приключенческими историями и мечтами о становлении прибрежной девушкой[неизвестный термин].

## Предыстория
Шакира начала писать песни в возрасте 8 лет, первая из которых «Tus Gafas Oscuras».
Её выступления на местных конкурсах привели к встрече с местным театральным режиссёром Моникой Ариза, которая провела для неё прослушивание в Боготе. Она исполнила три песни для руководителей Sony Music Colombia, которые были достаточно впечатлены, чтобы подписать контракт с 13-летней девочкой для записи трёх альбомов — Magia, Peligro и Pies Descalzos.

## Список композиций
| №  | Название                         | Автор(ы)                       | Длительность |
| -- | -------------------------------- | ------------------------------ | ------------ |
| 1. | «Sueños (Dreams)»                | Shakira                        | 3:47         |
| 2. | «Esta Noche Voy Contigo»         | Miguel Enrique Cubillos        | 3:53         |
| 3. | «Lejos De Tu Amor»               | Pablo Tedeschi                 | 3:09         |
| 4. | «Magia»                          | Shakira                        | 4:43         |
| 5. | «Cuentas Conmigo»                | Juanita Loboguerrero, Cubillos | 4:01         |
| 6. | «Cazador De Amor»                | Shakira                        | 3:07         |
| 7. | «Gafas Oscuras»                  | Shakira                        | 3:13         |
| 8. | «Necesito De Ti»                 | Shakira                        | 3:41         |
| 9. | «Lejos De Tu Amor» (Versión Mix) | Tedeschi                       | 3:13         |

## История релиза
| Страна   | Дата         | Лейбл         | Формат     | Каталог  |
| -------- | ------------ | ------------- | ---------- | -------- |
| Колумбия | 24 июня 1991 | Sony Colombia | LP/Кассета | 14464663 |

## Над альбомом работали
- Шакира — автор песен, вокал, гитара
- Сергио Солано — гитара
- Итало Ламбоглия — ударные
- Антонио «Toño» Арнедо — саксофон
- Мигель Энрике Кубиллос — продюсер, автор песен, аранжировка, хор
- Ана Мария Гонсалес-Лилиана Авила — хор
- Хуанита Лобогуэрреро — автор песен
- Пабло Тедески — продюсер, автор песен, аранжировка, программирование
- Альваро Эдуардо Ортис Ку — дизайн
- Габриэль Муньос — общая координация
- Луис Мигель Оливар — звукорежиссёр
- Лео Эраззо — арт-директор